# واكيساكا ياسوهارو
واكيساكا ياسوهارو (脇坂 安治) أو واكيزاكا ياسوهارو (1554 -26 ايلول 1626) كان داي ميو (لورد إقطاعي) لجزيرة أواجي واالذي قاتل تحت إمرة عدد من أمراء الحرب على مدار فترة سينغوكو اليابانية.

## حياته المهنية
خدم واكيساكا بلأصل تحت إمرة أكيتشي ميتوهيدي التابع لأودا نوبوناغا. في عام 1581، شارك في حرب تينشو إيغا، كان واحدًا من العديدين الذين قادوا قوات نوبوناغا في حصار هيجي ياما. في العام التالي، قام أكيتشي بخيانة أودا نوبوناغا واستولى على سلطته وأراضيه، لكنه هُزم بعد ذلك بأسبوعين في معركة يامازاكي. بعدها انضم واكازاكي إلى المنتصر، تويوتومي هيده-يوشي، الذي كان قد أصبح شخصية بارزة بصفته خادمًا لأودا نوبوناغي.